# Madrider Mitteilungen
Madrider Mitteilungen es una revista científica de arqueología editada por el Instituto Arqueológico Alemán a través de su sede en Madrid. Su primer número fue publicado en 1960 y es editada en Wiesbaden (Alemania) por la editorial Dr. Ludwig Reichert.

## Historia
De periodicidad anual y editada desde 1960, su publicación corre a cargo del Instituto Arqueológico Alemán de Madrid, desde Heidelberg. A lo largo de su historia ha incluido contenido relacionado tanto con la Edad Antigua como con la prehistoria de la península ibérica, entre otros temas.